# Picture Show (The Cure)
Picture Show è un VHS dei Cure, uscito a giugno del 1991.
È una raccolta dei videoclip presi dai singoli di Kiss Me Kiss Me Kiss Me, Disintegration e Mixed Up. Alcuni dei video, come Why Can't I Be You? e Hot Hot Hot!!! sono presenti in una versione estesa, differente da quella mandata alle televisioni.

## Tracce
1. Why Can't I Be You? (extended remix)
2. Catch
3. Hot Hot Hot!!! (extended remix)
4. Just Like Heaven (edited remix)
5. Lullaby (remix)
6. Fascination Street (remix)
7. Lovesong (remix)
8. Pictures of You (remix)
9. Never Enough
10. Close to Me (closest mix)